# Mattistjärnen, Jämtland
Mattistjärnen är en sjö i Bräcke kommun i Jämtland och ingår i Ljungans huvudavrinningsområde. Sjöns area är 0,008 kvadratkilometer och den befinner sig 330 meter över havet.